# 요한 게오르크 히들러
요한 게오르크 히들러(독일어: Johann Georg Hiedler, 1792년 2월 28일 ~ 1857년 2월 9일)는 아돌프 히틀러의 할아버지로 알려진 인물이다. 요한 게오르크가 히틀러의 진짜 조부였는지는 현재까지도 논란이 되고 있다.

## 생애
히들러는 오스트리아 바이트라의 일부인 스피탈에서 마르틴 히들러(1762년~1829년)와 안나 마리아 괴셀(1760년~1854년) 사이에서 태어나 떠돌이 여행꾼으로 생계를 꾸렸다. 1824년 그는 결혼했으나 첫 부인은 5개월 후에 아기를 낳다 사망하고 만다.
히들러는 1842년 마리아 쉬클그루버와 결혼했고 그녀의 사생아인 5살 아들 알로이스의 법적 의붓아버지가 되었다. 비록 알로이스가 출생증명서와 세례문서에 알로이스의 진짜 아버지라는 주장은 마리아와 요한 게오르크의 결혼 후에도, 사실 둘 중 어느 한 사람의 일생에도 다루어지지 않았다.
1877년, 요한 게오르크가 죽은 지 20년, 마리아가 죽은 지 거의 30년이 지난 후, 알로이스는 법적으로 요한 게오르크의 아들이라고 인정되었다. 요한 게오르크의 동생인 요한 네포무크 히들러는 1876년 알로이스의 성을 "히틀러"로 바꾸고 요한 게오르크가 알로이스의 생부라고 인정되도록 하는 계획을 세웠다. 요한 네포무크는 위트라의 한 공증인 앞에서 요한 게오르크가 알로이스의 실제 아버지라고 여러 차례 진술했으며, 알로이스를 합법적인 아들이자 상속인으로 만들고 싶어했다고 증언한 목격자 3명(사위 2명 등)을 모았다. 알로이스의 출생증명서가 원래 있던 도엘러스하임의 교구 성직자가 출생신고를 변경했다. 알로이스는 당시 서른아홉 살이었고 지역사회에서 '알로이스 시클그루버'로 잘 알려져 있었다.
이에 따라 요한 게오르크 히들러는 현대 역사학자들이 아돌프 히틀러의 실제 친조부였을 가능성이 가장 높은 두 사람 중 한 명이다. 다른 하나는 요한 게오르크의 동생인 요한 네포무크 히들러다.
1950년대, 레오폴드 프랑켄버거라는 이름을 가진 그라즈 출신의 유대인이 히틀러의 친할아버지라는 주장이 표면화되었지만, 현대 역사가들은 15세기에 유대인들이 그라스에서 추방되었고 알로이스가 태어난 수십 년 후인 1860년대까지 돌아오지 못했기 때문에 이러한 가능성을 부정했다.

## 같이 보기
- 히틀러가

### 참고 문헌
- Bullock, Alan (1953). 《Hitler: A Study in Tyranny》. ISBN 0-06-092020-3.
- Fest, Joachim C. (1973). 《Hitler》. Verlag Ullstein. ISBN 0-15-141650-8.
- Kershaw, Ian (1999). 《Hitler 1889-1936: Hubris》. W W Norton. ISBN 0-393-04671-0.
- Maser, Werner (1973). 《Hitler: Legend, Myth and Reality》. Penguin Books Ltd. ISBN 0-06-012831-3.
- Smith, Bradley F. (1967). 《Adolf Hitler: His Family, Childhood and Youth》. Hoover Instituted. ISBN 0-8179-1622-9.
- Toland, John (1976) Adolf Hitler. Garden City, New York: Doubleday. pp.10-11. ISBN 0-385-03724-4
- Vermeeren, Marc (2007). 《De jeugd van Adolf Hitler 1889-1907 en zijn familie en voorouders》 (네덜란드어). Soesterberg: Uitgeverij Aspekt. 420 blz쪽. ISBN 90-5911-606-2.